# Massimo Carrera
Massimo Carrera (* 22. April 1964 in Sesto San Giovanni (MI)) ist ein ehemaliger italienischer Fußballspieler und heutiger -trainer. Seine Hauptposition war Innenverteidiger.

## Karriere

### Im Verein
Massimo Carrera begann seine Karriere beim Verein seiner Heimatstadt, der AC Pro Sesto. Danach spielte er für einige kleinere Vereine. Den Höhepunkt seiner Karriere erlebte er bei Juventus Turin, wo er von 1991 bis 1996 spielte und unter Giovanni Trapattoni bzw. Marcello Lippi die Champions League, den Scudetto und die Coppa Italia gewinnen konnte. Von 2006 bis 2008 lief Carrera für die US Pro Vercelli in der Serie C2 auf. Im Sommer 2008 beendete er, mittlerweile 44-jährig, seine aktive Laufbahn, um Trainer zu werden.

### In der Nationalmannschaft
Massimo Carrera bestritt am 19. Februar 1992 unter Arrigo Sacchi beim 4:0 im Freundschaftsspiel gegen San Marino in Cesena sein einziges Länderspiel für Italien.

### Als Trainer
Nach seinem Karriereende wurde Massimo Carrera im Juni 2009 technischer Koordinator der Jugendabteilung von Juventus Turin. Zwischen 2011 und 2014 gehörte er zum Trainerteam Antonio Contes bei der ersten Mannschaft von Juventus. Zu Beginn der Saison 2012/13 vertrat er den zeitweilig gesperrten Conte bzw. dessen Co-Trainer Angelo Alessio als Cheftrainer der Juve bei offiziellen Spielen. Carrera betreute die Mannschaft unter anderem beim Finale um den Italienischen Supercup 2012 gegen die SSC Neapel, das im Nationalstadion Peking mit 4:0 endete. In den drei Monaten als „Cheftrainer“ von Juventus, die im Oktober mit dem Ablauf von Alessios Sperre endeten, standen für Massimo Carrera in zehn Spielen sieben Siege und drei Unentschieden zu Buche.
Im Juli 2014 trat Antonio Conte nach drei Italienischen Meisterschaften in Folge als Trainer von Juventus Turin zurück und wurde im August als Trainer der Italienischen Nationalmannschaft verpflichtet. Wie Alessio wechselte auch Carrera von der Juve ins Trainerteam der Squadra Azzurra. Nach dem Ende der Ära Antonio Conte in der italienischen Nationalmannschaft wurde auch Carrera von seinem Posten als Co-Trainer entbunden.
Anschließend wurde er als Co-Trainer von Dmitri Alenitschew bei Spartak Moskau angestellt. Nachdem dieser am 5. August 2016 als Trainer der ersten Mannschaft zurücktrat, wurde Carrera zu dessen Nachfolger ernannt. Im Oktober 2018, als Spartak nach einem schwachen Saisonstart, nur auf Rang 7 in der Liga lag, wurde Carrera entlassen.
Im Dezember 2019 übernahm Carrera den Trainerposten beim griechischen Erstligisten AEK Athen, bei dem er einen Vertrag bis Sommer 2021 erhielt. Er beendete die Saison 2019/20 auf Platz drei. Auf demselben Tabellenplatz stand Athen auch in der Folgesaison, als er Mitte Dezember 2020 entlassen wurde. In der Europa League war der Verein auf Platz vier in der Gruppe G mit einem Sieg und fünf Niederlagen aus dem Wettbewerb ausgeschieden.
Mitte Februar 2021 wurde Carrera vom italienischen Drittligisten SSC Bari als Trainer bis zum Ende der Saison verpflichtet. Dabei wurde vereinbart, dass sich sein Vertrag automatisch um ein Jahr verlängert, falls er den Aufstieg in die Serie B erreichte. Mitte April 2021 wurde er von seiner Aufgabe entbunden. Bari hatte zu diesem Zeitpunkt bei noch sieben ausstehenden Spieltagen 21 Punkte Rückstand aus den Aufstiegsplatz.
Mitte März 2024 fand Carrera beim Zweitligisten Ascoli Calcio eine neue Anstellung als Trainer. Die Saison endete mit dem Abstieg von Ascoli in die Serie C. Dabei entschied der direkte Vergleich mit der punktgleichen SSC Bari. Carrera blieb auch in der Saison Trainer von Ascoli Calcio.

## Erfolge

### Als Spieler
- Italienische Meisterschaft: 1994/95 (mit Juventus Turin)
- UEFA Champions League: 1995/96 (mit Juventus Turin)
- UEFA-Pokal: 1992/93 (mit Juventus Turin)
- Coppa Italia: 1994/95 (mit Juventus Turin)
- Italienischer Supercup: 1995 (mit Juventus Turin)

### Als Trainer
- Russischer Meister: 2016/17